# 臨洮路
临洮路，金朝时设置的路。
宋朝熙州镇洮军节度，后更为德顺军，金熙宗皇统二年（1142年）置总管府。治所在临洮府（今甘肃省临洮县）。
下辖临洮府（甘肃临洮县）、河州（甘肃临夏县）、兰州（甘肃兰州市）、洮州（甘肃临潭县）、巩州（甘肃陇西县）、会州（甘肃靖远县南）、积石州（青海循化县）。蒙古帝国废除。

## 长官
金朝
关于金朝的临洮路兵马都总管兼临洮尹，参见临洮府